# Робин Глен-Индијантаун (Мичиген)
Робин Глен-Индијантаун (енгл. Robin Glen-Indiantown) насељено је место без административног статуса у америчкој савезној држави Мичиген.

## Демографија
По попису из 2010. године број становника је 722, што је 436 (-37,7%) становника мање него 2000. године.
| Група             | 2000.         | 2010.       |
| Белци             | 1.028 (88,8%) | 624 (86,4%) |
| Афроамериканци    | 27 (2,3%)     | 13 (1,8%)   |
| Азијати           | 0 (0,0%)      | 4 (0,6%)    |
| Хиспаноамериканци | 77 (6,6%)     | 64 (8,9%)   |
| Укупно            | 1.158         | 722         |